# Roberto Marazzi
Roberto Marazzi (ur. 10 września 1951 roku w Rzymie) – włoski kierowca wyścigowy.

## Kariera
Marazzi rozpoczął karierę w międzynarodowych wyścigach samochodowych w 1971 roku od startów w Brytyjskiej Formuły 3 BRSCC Motor Sport Shell, gdzie jednak nie zdobywał punktów. W późniejszych latach Włoch pojawiał się także w stawce Brytyjskiej Formuły 3 BRSCC John Player, Włoskiej Formuły 3, Brytyjskiej Formuły 3 BARC, Europejskiej Formuły 2, World Challenge for Endurance Drivers, FIA World Endurance Championship oraz 24-godzinnego wyścigu Le Mans.
W Europejskiej Formule 2 Włoch startował w latach 1976-1978. W pierwszym sezonie startów z dorobkiem pięciu punktów uplasował się na dziesiątej pozycji w klasyfikacji generalnej. Dwa lata później był 21.